# 古典講読
古典講読（こてん こうどく）はNHKラジオ第2が1976年度から放送している古典解説番組。
2024年度までは本放送・土曜17時から17時45分（再放送は日曜6時から6時45分）だったが、2025年度は本放送・日曜6時00分から6時45分（再放送・土曜17時00分～17時45分）およびNHK-FM放送も土曜25時15分～26時00分に放送している。

## 概要
毎年度1つのテーマを謳って加賀美幸子の朗読および古典文学専門家の解説などで日本古典文学の作風や魅力に奥深く迫っている。

## 放送時間

### 本放送
- 日曜 06:00〜06:45

### 再放送
- 土曜 17:00〜17:45
- 土曜深夜 01:15〜02:00 (NHK-FM)

## 過去の放送テーマ
| 放送年度 | 放送テーマ                 | 講師     |
| -------- | -------------------------- | -------- |
| 2019年度 | 『方丈記』と鴨長明の人生   | 浅見和彦 |
| 2020年度 | 王朝日記の世界             | 島内景二 |
| 2021年度 | 王朝日記の世界Ⅱ            | 島内景二 |
| 2022年度 | 歌と歴史でたどる『万葉集』 | 鉄野昌弘 |
| 2023年度 | 日記文学をよむ             | 島内景二 |
| 2024年度 | 名場面でつづる「源氏物語」 | 島内景二 |
| 2025年度 | 光源氏でたどる『源氏物語』 | 今井上   |